# Río Mizque
Río Mizque är ett vattendrag i Bolivia. Det ligger i den centrala delen av landet, 110 km öster om huvudstaden Sucre.
I omgivningarna runt Río Mizque växer i huvudsak lövfällande lövskog. Runt Río Mizque är det mycket glesbefolkat, med 4 invånare per kvadratkilometer.